# Eman Hassane Al-Rufei
Eman Hassane Al-Rufei é um jogadora de xadrez do Iraque com participação nas Olimpíadas de xadrez de 1998 a 2012. Eman conquistou a medalha de ouro por performance individual no segundo tabuleiro em 1998 e a medalha de prata em (2000 e 2006) no primeiro tabuleiro e segundo, respectivamente.